# نقاط بوتس

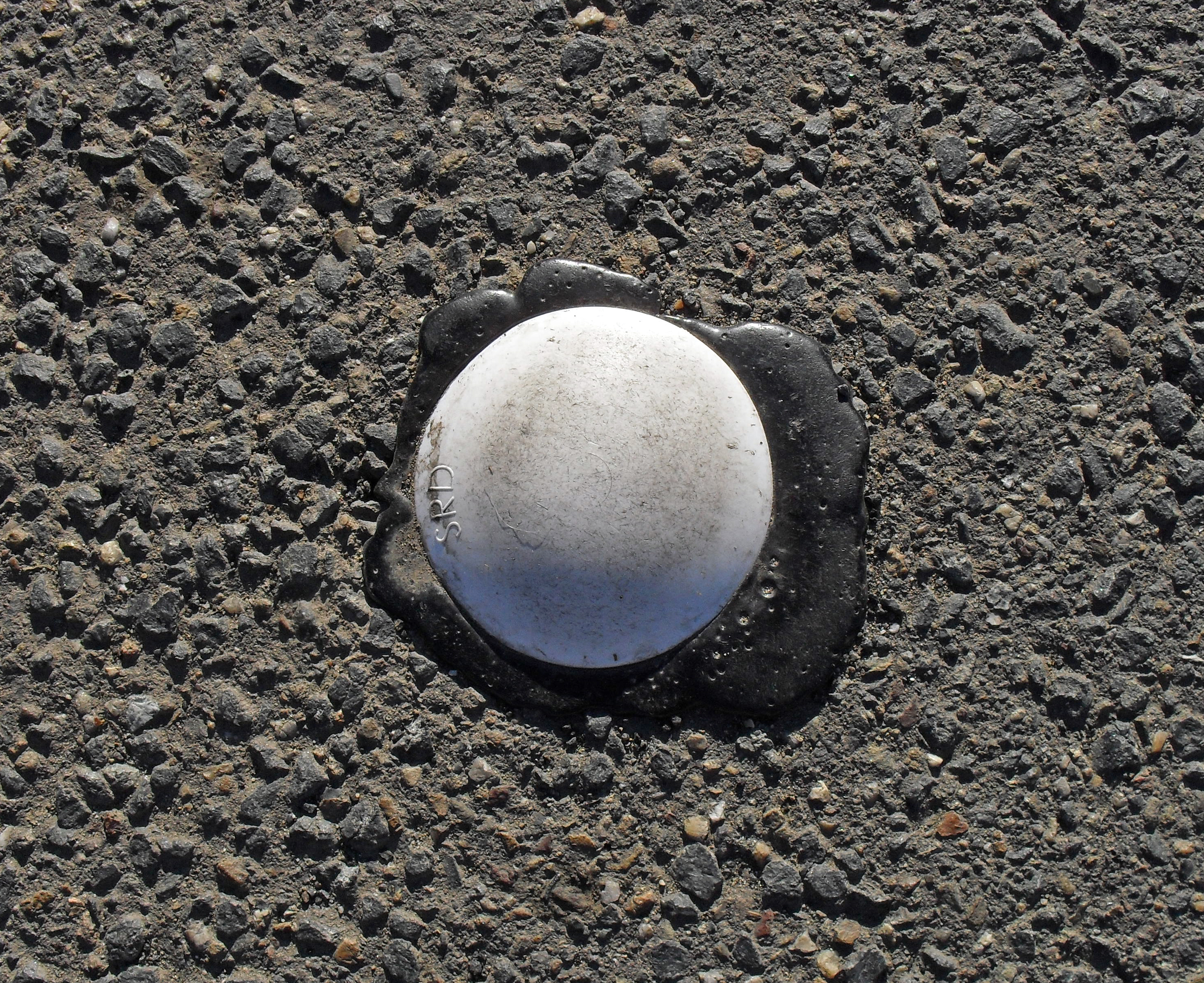
نقطة بوتس مُستَديرة بيضاء مُحاطة بلاصِقٍ فائِضٍ.

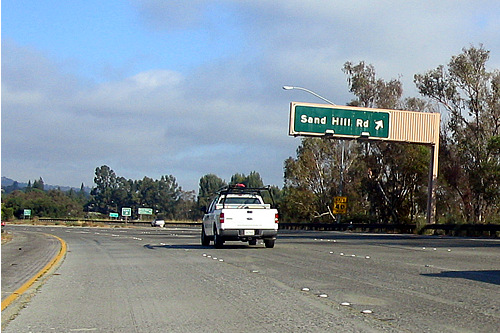
نقاط بوتس على بيولاياتي 280 (كاليفورنيا)، قرب مَخرَج طريق تلة الرمل.

نِقاط بوتس (بالإنجليزية: Botts' dots)‏ هي واصمات رصيف مكشوطة مُستَديرة وغير عاكِسة. قد تُسَمَّى سَلَاحِف (في ولايتي واشنطن وأوريغون الأمريكيتين) أو أزرار/حَبَّات buttons (في تكساس وولايات جنوبية أمريكيّة أخرى). تستخدم في أجزاء كثيرة من الولايات المتّحدة وبُلدانٍ أُخرى مع واصمات الرَّصيف المكشوطة العاكِسة؛ لتحديد المسارات على الطرق السَّريعة والطُّرُق الشِّريانيّة. وتوفِّر تنبيهًا لَمسيًّا وصوتيًّا للسَّائقين عند تحرُّكهم بين مَسارات الطَّريق، وتُضاهِئ أشرِطة الدَّمدَمَة.
سُمِّيَت نسبةً إلى إلبرت ديسارت بوتس، وهو مُهندِس في دائرة نقل كاليفورنيا المعروفة باسم (كالترانز: Caltrans) انْتُدِبَ للإشراف على البحث الَّذي أدَّى لتطوير الواصمات.
لونها أبيض في أكثر الأحيان لكن تكون صفراء عند استخدامها كبديل عن الخطوط الصفراء الَّتي تَقسِم بين الاتِّجاهات المُتعاكِسة لحركة المرور في أمريكا الشَّماليّة، وتُصنَع من مواد خَزَفِيّة متنوِّعة أو لَدائِن (بلاستيك) مثل مُتَعَدِّدُ الإسْتِر.
توصَم مَسارات بعض الطُّرُق فقط بنقاط بوتس والواصمات العاكسة التَّقليديَّة، مُلغيةً الحاجة لإعادة طِلاء الخطوط القاسِمة للمَسارات. ونادرًا ما تُستَخدَم في المناطق ذات الهطولات الثَّلجيَّة الكبيرة؛ لأن جَرَّافات الثَّلج تؤذيها أو تُزِيحُهَا عن مكانها.

## التاريخ

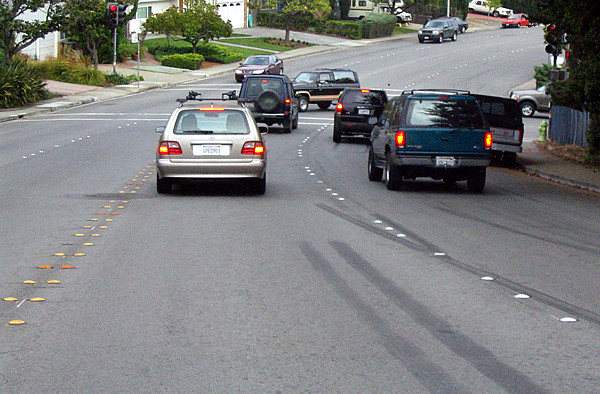
نقاط بوتس كبديل عن الخطوط المَدهونة النَّاصِفة، ووُضِعَت الواصمات العاكسة البُرتقاليَّة الدَّاكِنة (الستيمسونيتيَّة) بفواصِل مُنتَظَمَة بهدف زيادة الرُّؤية في اللَّيل.

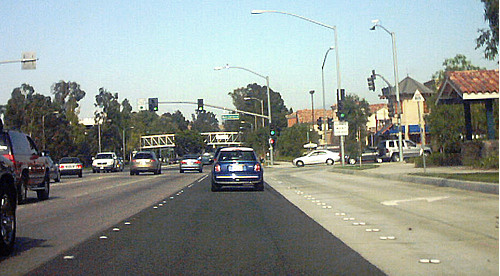
فالينسيا (كاليفورنيا).

من المُحتَمَل أنَّ مُهَندسي كالترانز درسوا مَفهوم واصِمات الرَّصيف المَكشوطة في عام 1936. لكن لم تبدأ الإدارة البحث جِدِّيًّا حتَّى 1953، وذلك عَقِب الانفجار الاقتصاديّ بعد-الحرب مُنتَبهِين للزِّيادة في عدد السَّيَّارات وحوادِث السَّيَّارات في كاليفورنيا.
تَميل الخطوط المَدهونة لتصبح غير مَرئيَّة خلال المَطَر.
صُنِعَت النِّقاط البِدئيَّة من الزُّجاج، وكانت مُلْتَصِقَة بالطَّريق بواسطة أظافِر أو مَسامير في استجابةٍ لمُقتَرَح بوتس. سُرعان ما أُلغي استعمال الأظافر؛ اكتشف فريقه أنَّه عندما تتفتَّق النِّقاط فإنَّها تَتَقَلْقَل (غير ثابتة بإحكام) تحت قوَّة ضغط المَركبات، وتَخرِق (تثقب) العجلات. في نقيضٍ للخُرافات أو الأقاويل الشَّائِعة، لا يذكر السِّجِل المَنشور بوضوح فيما إذا اخترع بوتس الإيبوكسي الشَّهير الَّذي حَلَّ المُشكلة أم لا؛ تذكر بعض المَصادِر أنَّ واحدًا من تلامذته كان مَسؤولًا عن اختراع الإيبوكسي. في سبتمبر من عام 1966، أقرَّ مجلس ولاية كاليفورنيا استخدام نقاط بوتس لوصم المَسارات المروريّة في كلّ الطرقات السريعة للولاية وخاصّةً في المناطق الّتي لا يهطل فيها الثَّلج.

## الاستخدام
في 1997 كان هناك أكثر من 25 مليون نقطة بوتس قيد الاستخدام في كاليفورنيا، لكن شيئًا فشيئًا قلَّت الرَّغبة في استخدامها. ففي عام 2017، أعلنت كالترانز أنَّها ستتوقَّف عن استخدام نقاط بوتس كمؤشِّر وحيد لقاسِم المَسارات؛ بسبب الكلفة وسلامة العُمَّال وأيضًا بهدف جعل الطُّرُق السَّريعة متوافقة أكثر مع السَّيَّارات ذاتيَّة القيادة. وستصبح واصمات المسارات العاكسة أعرض وأثخن لتوفِّر بعض التَّنبيه اللَّمسيّ الذَّي وفَّرته نقاط بوتس.
توصَم مَسارات الطُّرُق في كاليفورنيا إمَّا بنقاط بوتس وحدها أو بنقاط بوتس موضوعة فوق الخطوط المَدهونة؛ تُستَخدَم أربعة نقاط للخطوط المُتَقَطِّعة (عادةً، لونها أبيض في منتصف الطريق) على الطُّرُق الحُرَّة (طريق سريع، عادةً بين المدن الكبرى) وقد تُستَخدَم ثلاثة نقاط فقط لأسطح الشَّوارِع داخل المدن. توضَع واصِمات الرَّصيف البُرتقاليَّة الدَّاكِنة (الستيمسونيتيَّة) العاكِسة بفواصِل مُنتَظَمَة بين نقاط بوتس بهدف زيادة القدرة على رؤية واصِمات المَسارات في اللَّيل. توضَع أربعة واصِمات رصيف لكلِّ خطٍّ مُتَقَطِّع أبيض في الطُّرُق ذات المَسارات المُتَعَدِّدة في لاس فيغاس في نيفادا الأمريكيّة، وهي كالتالي: واصِمات الرَّصيف واصِمة بُرتقاليَّة داكنة  (ستيمسونيتيَّة) متبوعة بثلاث نقاط بوتس.
منذ عهد قريب،[متى؟] استُخدِمت نقاط بوتس في المناطق الخالية من الثَّلج في ألاباما وفلوريدا وهاواي ولويزيانا وجورجيا وواشنطن وتكساس. أمَّا بالنِّسبة لبعض الولايات الَّتي يهطل فيها الثَّلج، تحديدًا بينسلفانيا وماساتشوستس فإنَّها نَستخدمها فقط خلال أشهر الصَّيف لواصِمات المَسارات المؤقَّتة في مناطِق البِناء والتَّشييد؛ بحيث توضع عندما يبدأ البناء في الرَّبيع وتُزال عند توقُّف العمل في الشِّتاء.